# استرداد (علم أحياء)

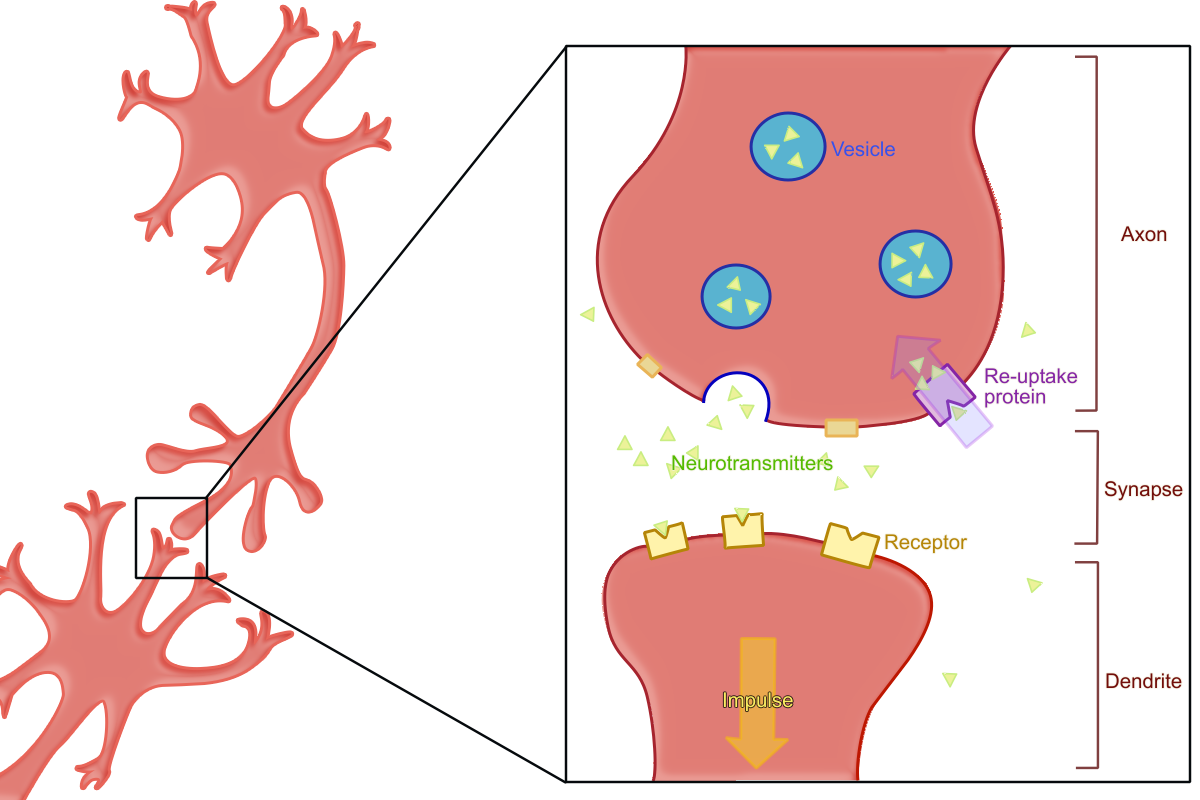
تشابك عصبي أثناء الاسترداد. لاحظ أنَّ بعض النواقل العصبية تُفقد ولا يُعاد امتصاصها

الاسترداد هو إعادة امتصاص الناقل العصبي عبر ناقلات النواقل العصبية الواقعة على طول الغشاء البلاسمي للنهايات المحورية المشبكية للعصبونات أو الخلايا الدبقية، وذلك بعد تأدية الناقل العصبي لوظيفته في نقل السيال العصبي.
يعد الاسترداد ضرورياً للوظائف الفيزيولوجية في جسم الإنسان، لأنه يسمح من إعادة تدوير النواقل العصبية، ويضبط مستويات النواقل العصبية في المشابك العصبية، وبذلك يجري التحكم بالمدة الزمنية لأثر الإشارة الحاصلة من إطلاق الناقل العصبي. بما أن النواقل العصبية كبيرة الحجم ومحبة للماء كي تكون قادرة على الانتشار عبر الأغشية، ولذلك فإن البروتينات الناقلة عبر الأغشية الخلوية ضرورية لإعادة امتصاص النواقل العصبية. لا تزال الأبحاث جارية على المستوى البنيوي الحيوي لمعرفة آلية الاسترداد بشكل مفصل.